# A Dél-afrikai Köztársaság az 1998. évi téli olimpiai játékokon
A Dél-afrikai Köztársaság a japán Naganóban megrendezett 1998. évi téli olimpiai játékok egyik részt vevő nemzete volt. Az országot az olimpián 2 sportágban 2 sportoló képviselte, akik érmet nem szereztek.

## Alpesisí
Férfi
| Versenyző  | Versenyszám            | 1. futam | 1. futam | 2. futam | 2. futam | Összesítés    | Összesítés    |
| Versenyző  | Versenyszám            | Idő      | Hely.    | Idő      | Hely.    | Idő           | Helyezés      |
| ---------- | ---------------------- | -------- | -------- | -------- | -------- | ------------- | ------------- |
| Alex Heath | Műlesiklás             | 1:06,82  | 33.      | 1:07,62  | 27.      | 2:14,44       | 26.           |
| Alex Heath | Szuperóriás-műlesiklás |          |          |          |          | nem ért célba | nem ért célba |

## Műkorcsolya
| Versenyző     | Versenyszám | Rövid program     | Rövid program | Rövid program | Kűr               | Kűr   | Kűr         | Összesítés         | Összesítés |
| Versenyző     | Versenyszám | Több. hely. száma | Hely.         | Hely. pont.   | Több. hely. száma | Hely. | Hely. pont. | Helyezési pontszám | Helyezés   |
| ------------- | ----------- | ----------------- | ------------- | ------------- | ----------------- | ----- | ----------- | ------------------ | ---------- |
| Shirene Human | Női egyéni  | 7×24+             | 23.           | 11,5          | 9×24+             | 24.   | 24,0        | 35,5               | 24.        |